# كاسندرا كلير
كاسندرا كلير (بالإنجليزية: Cassandra Clare)‏ (27 يوليو 1973 في طهران في إيران – )؛ هي روائية وكاتبة قصص خيالية للمراهقين أمريكية من أصول إيرانية. اشتهرت بتأليفها سلسلة قصص الأدوات المميتة الخيالية من سنة 2007 حتى صدور آخر الأجزاء سنة 2014.
ولدت كلير تحت اسم جودث روملت، لوالدين ذوي أصل أمريكي، في طهران، إيران. والداها هما إليزابيث وريتشارد روملت. شغلا منصب بروفيسور في أكاديمية إدارة الأعمال وكاتبة، على التوالي. جد كلير (من جهة أمها) كان منتج الأفلام ماكس روزنبرغ. كلير يهودية، ولكنها وصغت عائلتها على أنها غير متدينة.
عندما كانت طفلة، سافرت كلير بشكل متكرر، وقضت بعض الوقت في سويسرا، وإنجلترا، وفرنسا. عادت إلى لوس أنجلوس في المدرسة الثانوية، ومنذ ذلك الحين قسمت وقتها بين كاليفورنيا ومدينة نيويورك ، حيث عملت في العديد من مجلات الترفيه والصحف الشعبية ، بما في ذلك مجلة The Hollywood Reporter.
خلال فترة عيشها في لوس أنجلوس شرعت كلير في كتابة الخيال، مستخدمة اسم كاساندرا كلير. ثلاثية دريكو، المستوحاة من هاري بوتر والمذكرات السرية جدًا، المستوحاة من سيد الخواتم كن روايات شعبيات. على الرغم من ذلك، قامت كلير بحذف رواياتها الخيالية من الإنترنت قبل نشر روايتها الأولى، مدينة العظام، تحت اسم كاساندرا كلير.
تعيش كلير حاليًا في أمهيرست، ماساتشوسيتس، مع زوجها، جوشوا لويس، وثلاث قطات.

## وصلات خارجية
- كاسندرا كلير على موقع IMDb (الإنجليزية)
- كاسندرا كلير على موقع ألو سيني (الفرنسية)
- كاسندرا كلير على موقع ميوزك برينز (الإنجليزية)
- كاسندرا كلير على موقع أول موفي (الإنجليزية)
- كاسندرا كلير على موقع ديسكوغز (الإنجليزية)
- كاسندرا كلير على موقع قاعدة بيانات الفيلم (الإنجليزية)
- كاسندرا كلير على موقع كينوبويسك (الروسية)

- الموقع الرسمي